# Молочанский молочноконсервный комбинат
Молочанский молочноконсервный комбинат (укр. Молочанський молочноконсервний комбінат) — предприятие пищевой промышленности в городе Молочанск Токмакского района Запорожской области.

## История
Предприятие было создано в соответствии с четвёртым пятилетним планом восстановления и развития народного хозяйства СССР и введено в эксплуатацию в 1950 году как Молочанский молочноконсервный завод.
В дальнейшем, была проведена модернизация оборудования, что позволило увеличить объёмы производства и расширить ассортимент выпускаемой продукции. По состоянию на начало 1970 года завод выпускал молоко, сливки, сливочное масло, сметану, молоко для детского питания и сухое молоко, причём сухое молоко поставлялась заказчикам на всей территории СССР.
В ноябре 1989 года комбинат (ранее являвшийся предприятием союзного подчинения) передали в ведение Госагропрома УССР.
В советское время Молочанский молочноконсервный комбинат (вместе с 14 другими предприятиями области) входил в состав Запорожского производственного объединения молочной промышленности и являлся одним из ведущих предприятий города.
После провозглашения независимости Украины обеспечение комбината молоком было возложено на животноводческие хозяйства Запорожской области и в октябре 1992 года комбинат был передан в коммунальную собственность Запорожской области.
В дальнейшем, государственное предприятие было преобразовано в открытое акционерное общество.
Начавшийся в 2008 году экономический кризис осложнил положение предприятия. 3 декабря 2008 года департамент фондовых операций ПФТС объявил о прекращении операций с акциями ОАО "Молочанский молочноконсервный комбинат" (после чего предприятие было исключено из листинга ПФТС), в 2009 году было возбуждено дело о его банкротстве. 25 февраля 2010 года хозяйственный суд Запорожской области признал комбинат банкротом и начал процедуру ликвидации предприятия.